# فینشترارهورن
فینشترارهورن (آلمانی: Finsteraarhorn) بلندترین کوه رشته‌کوه آلپ برنیس در کشور سوئیس و مهم‌ترین قله این کشور است. این کوه هم‌چنین نهمین کوه بلند و سومین کوه مهم رشته‌کوه‌های آلپ به‌شمار می‌رود. 